# Arthur Berriedale Keith
Arthur Berriedale Keith, född 5 april 1879 i Edinburgh, död där 6 oktober 1944, var en brittisk indolog.
Keith blev professor i Edinburgh 1914 efter att tidigare ha verkat inom den indiska kolonialförvaltningen, varunder han fick en omfattande kunskap särskilt om det indiska rättsväsendet. Keith kom därutöver att i ett flertal större arbeten dokumentera sig som en av de främsta kännarna av Indiens andliga kultur.